# Sphex flavipennis
Sphex flavipennis är en biart som beskrevs av Johan Christian Fabricius 1793.
Sphex flavipennis ingår i släktet Sphex och familjen grävsteklar. Inga underarter finns listade i Catalogue of Life.

## Bildgalleri

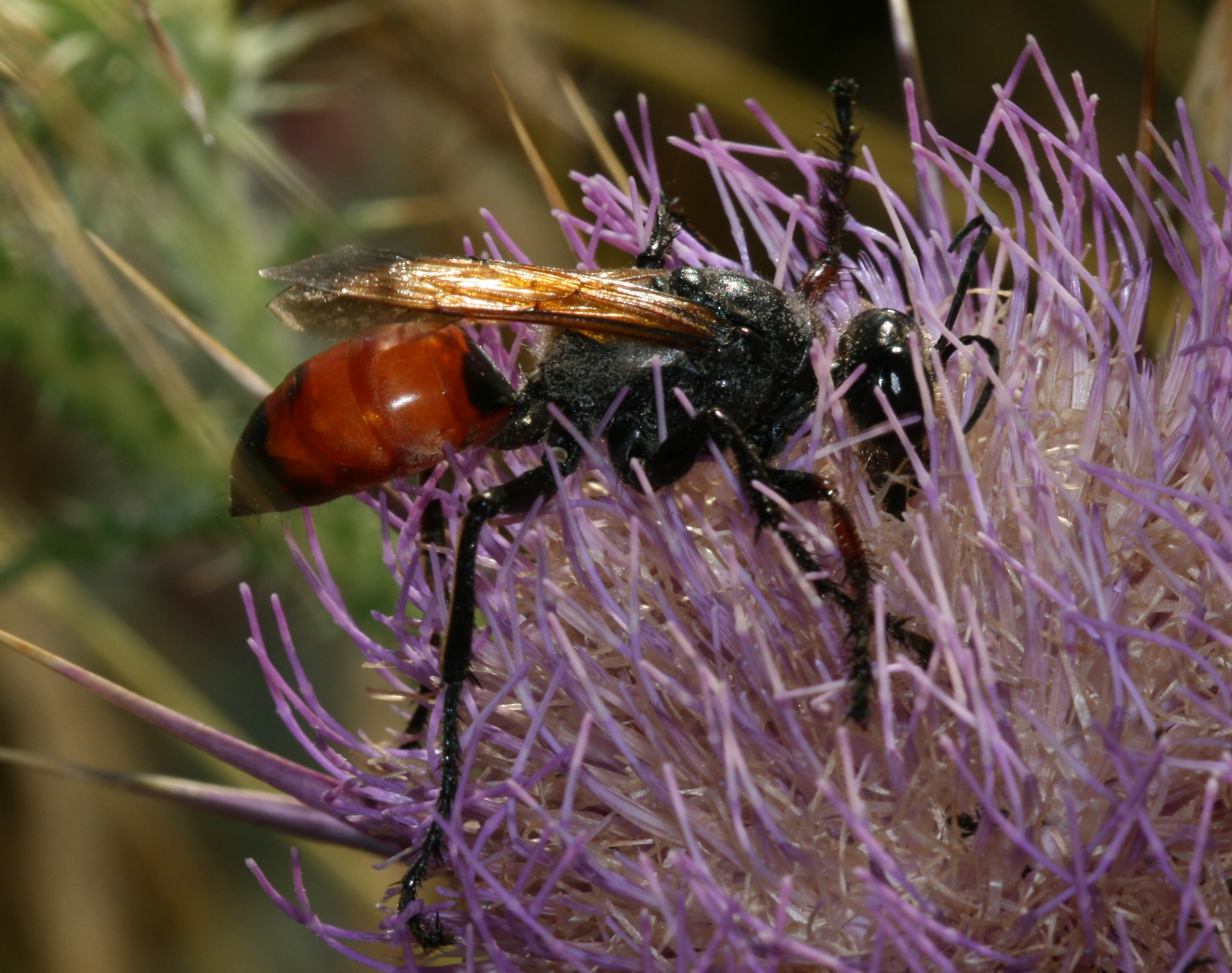
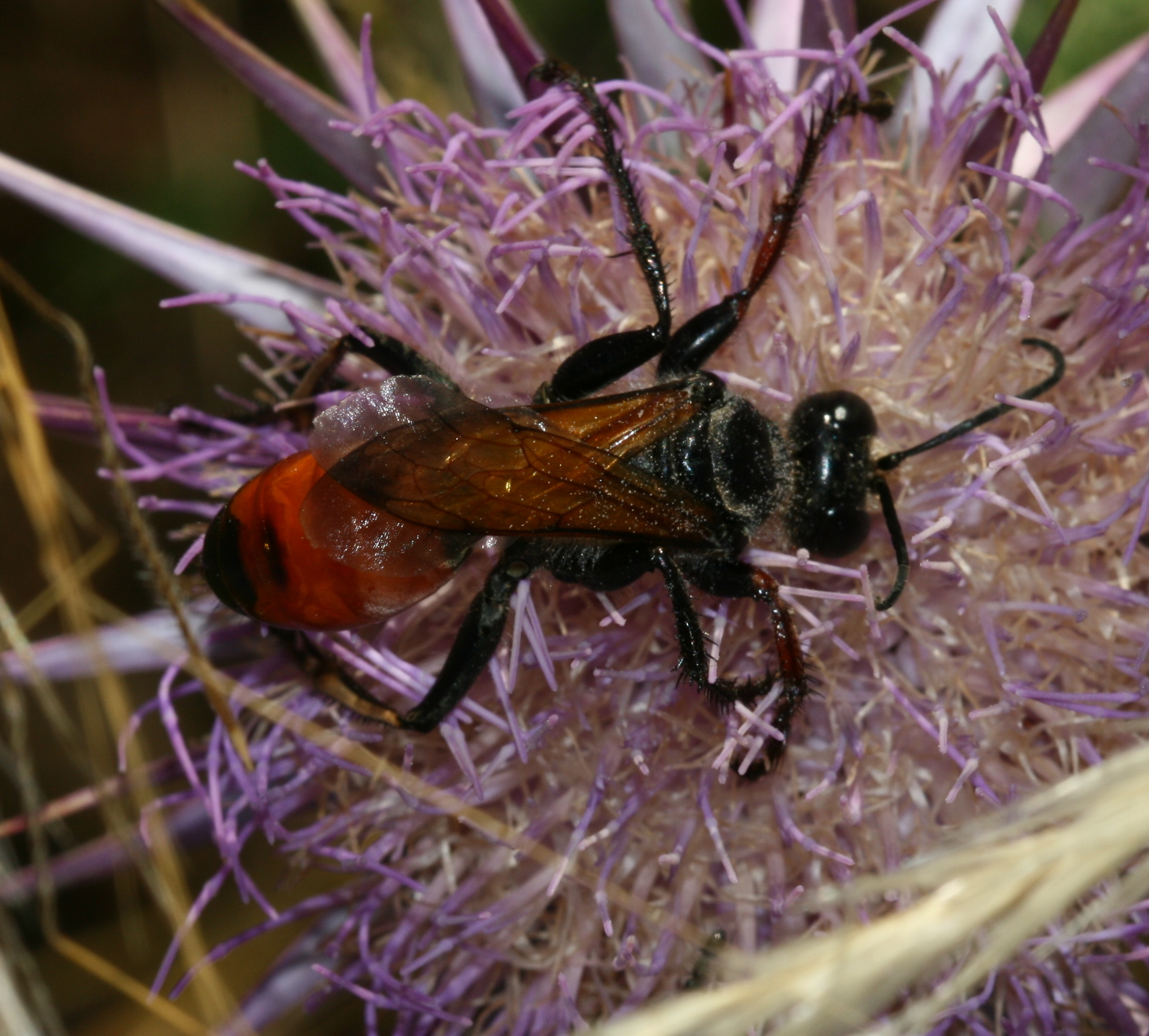